# Eredivisie 2010-11
L'Eredivisie 2010-11 va ser l'edició número 55 edició de l'Eredivisie, la primera divisió de futbol neerlandesa. La temporada va començar el 06 d'agost de 2010 i va acabar el 29 de maig de 2011. L'Ajax va guanyar el seu 30è títol després de vèncer l'FC Twente per 3-1, recuperant el campionat després de 7 anys.

## Classificació
La classificació final del campionat després de la 34a ronda.

## Golejadors
| Pos | Jugador          | Equip     | Gols |
| --- | ---------------- | --------- | ---- |
| 1   | Björn Vleminckx  | NEC       | 23   |
| 2   | Dmitri Bulykin   | ADO       | 21   |
| 3   | Mads Junker      | Roda JC   | 20   |
| 4   | Tim Matavž       | Groningen | 16   |
| 4   | Balázs Dzsudzsák | PSV       | 16   |

## Play-offs de classificació a Lliga Europa

### Semifinals
| Equip 1      | Agr.     | Equip 2   | Partit 1 | Partit 2 |
| ------------ | -------- | --------- | -------- | -------- |
| Heracles     | 4–4 (gf) | Groningen | 3–2      | 1–2      |
| ADO Den Haag | 6–3      | Roda JC   | 4–2      | 2–1      |

### Final
| Equip 1      | Agr.         | Equip 2      | Partit 1 | Partit 2 |
| ------------ | ------------ | ------------ | -------- | -------- |
| ADO Den Haag | 6–6 (p. 4–3) | FC Groningen | 5–1      | 1–5      |

L'ADO Den Haag es classifica per la segona ronda prèvia de la Lliga Europa 2011-12.

## Play-off de descens
| Equip 1       | Agr. | Equip 2   | Partit 1 | Partit 2 |
| ------------- | ---- | --------- | -------- | -------- |
| PEC Zwolle    | 3–4  | VVV Venlo | 1−2      | 2–2      |
| Helmond Sport | 3–9  | Excelsior | 1−5      | 2−4      |

Excelsior i Venlo continuaran en l'Eredivisie.